# بوب ميلز
بوب ميلز هو سياسي كندي، ولد في 28 يوليو 1941 في ساسكاتشوان في كندا. حزبياً، نشط في حزب المحافظين الكندي. وقد انتخب عضو مجلس العموم الكندي.